# Мей Файнголд
Мей Файнголд (р. 16 декември 1982 г. в Ришон ле Цион) e израелска певица. Избрана е да представи Израел на „Евровизия 2014“ чрез вътрешна селекция, организирана от израелския национален радио-телевизионен оператор IBA.

## Биография
Влечението на Мей към музиката се проявява в училищните ѝ години, където участва в много концерти, пиеси и рецитали. Тогава и започва да посещава уроци по пеене. С времето нарастват участията ѝ в заведения и клубове, като дори става водещ вокал на местната група „Дизиак“. Тласък на кариерата на певицата несъмнено поставя нейното участие в израелската версия на формата „Мюзик айдъл“ (Кохав Нолад), където остава на трето място в окончателното класиране.
Изпълнява разнообразни жанрове музика – поп, рок, софт рок, алтернативен рок и др.

### Участие вКохав Нолад
По време на шоуто поддържа рок линията, изпълнявайки кавъри главно на израелски песни от средата на 80-те. Нейни изпълнения пет пъти печелят титлата „изпълнение на седмицата“, два от които поредни.